# Bongardia chrysogonum
Bongardia chrysogonum är en berberisväxtart som först beskrevs av Carl von Linné, och fick sitt nu gällande namn av Sp.. Bongardia chrysogonum ingår i släktet Bongardia och familjen berberisväxter. Inga underarter finns listade i Catalogue of Life.